# سعاد قرمان
سعاد عبد الرؤوف قرمان (بالإنجليزية: Suad Karman)، (م1927)، شاعرة وكاتبة فلسطينية، تقطن قرية «إبطن» قضاء حيفا. أنهت دراستها الثانوية في راهبات الناصرة، حصلت على شهادة البكالوريوس باللغة الإنجليزية وموضوع التربية من كلية «اورنيم»، عملت في مجال الصحافة كمحررة لزاوية المرأة في صحيفة «اليوم»، وفي التلفزيون، كما عملت كمعلمة للغة الإنجليزية واللغة العربية والدين الإسلامي بمدرسة ابطن الابتدائية حتى مستهل التسعينيات، حيث قدمت استقالتها من سلك التدريس. وهي من مؤسسي رابطة الكتاب الفلسطينيين العام 1980، انتخبت كرئيسة للهيئة الادارية لمسرح الميدان لمدة خمس سنوات. تكتب الشعر والنثر، تتراوح قصائدها بين العمودية والتفعيلة، ونشرت كتاباتها في العديد من الصحف والمجلات الادبية والثقافية.

## حياتها
ولدت الكاتبة سعاد عبد الرؤوف قرمان في مدينة حيفا عام 1927، وهي شقيقة عبد الرحيم قرمان المعروف باسم «عابد قرمان». عام 1937 سافرت مع والدتها وأشقائها إلى بيروت بينما بقيَ والدها في حيفا، لتخوض غمار التعليم في مدرسة الآنسة أمينة المقدسي الابتدائية، وبعد مرور عام قررت الأم العودة بأبنائها إلى الديار حيفا. لتلتحق سعاد بمدرسة راهبات الكرميليت حيفا وقد تعلّمت اللغة الإيطالية، ثمّ التحقت عام 1940 بمدرسة في مدينة غزة وتلقت تعليمها على يدّ معلمة اللغة العربية الآنسة عصام الحسيني، الدافع الأول الذي أدّى إلى تعلقها بالشعر العربيّ وحفظت الكثير من المعلقات والشعر العربيّ القديم. ثم عادت مرة أخرى إلى حيفا حيث تلقت تعليمها الثانوي في مدرسة راهبات الناصرة. تزوجت في سن السادسة عشر وبدأت في تثقيف نفسها من خلال المطالعة، ومع حلول النكبة (1948) بقيت مع عائلتها في مدينة حيفا، وعملت كمعلمة في مدرسة إبطن الابتدائية ثم واصلت دراستها وحصلت على شهادة البكالوريوس في اللغة الإنجليزية من كلية أورانيم لتأهيل المعلمين عام 1981. وفي عام 1990 قدّمت استقالتها من التعليم واقتصر نشاطها على الشعر والثقافة والمسرح.

## نشاطاتها
- رئيسة تحرير مجلة كلمة المرأة والتي كانت توزع على عضوات النوادي النسائية.

- مسئولة تحرير صفحة المرأة والأسرة في جريدة اليوم.

- شاركت في برنامج قضايا المستمعات في ركن المرأة في الإذاعة.
- شاركت في برامج التلفزيون الثقافية والاجتماعية العربية مثل: برنامج «قضية تهمك» و«عندي سؤال».
- ترأست الهيئة الإدارية لمسرح الميدان عام 1998.[2]

## مؤلفاتها
- «حنين الهزار»، مجموعة شعرية، 1995.

- «عريشة الياسمين»، مجموعة شعرية، 1997.

- من حصاد العمر، 2008.

- أحداث نيفاريا، ترجمة، 2010.